# نهر كاسيبوري
نهر كاسيبوري (Rio Caciporé) هو نهر في ولاية أمابا في شمال شرق البرازيل.

## دورة
نهر كاسيبوري هو عبارة عن منخفض يبعد حوالي 6 أميال (9.7 كم) شرق المدخل الواسع للنهر. الأرض من الرأس البرتقالي إلى الشمال وكيب كاسيبوري منخفضة وكثيرا ما تغمر المياه مع المياه الضحلة يصل إلى 12 ميلا (19 كم) من الشاطئ.
يمكن التنقل في نهر كاسيبوري بواسطة القوارب التي ترسم أقل من 2 متر (6 قدم 7 بوصة) حتى مدينة جابا ، على بعد 24 ميلًا داخليًا. نطاق المد والجزر عند مصب النهر أقل من 4 متر (13 قدم). يمر نهر كاسيبور عبر الجزء الشمالي من غابات المانجا على امتداد الخليج حيث يتدفق إلى المحيط الأطلسي.